# ベルトルダ (小惑星)
ベルトルダ (420 Bertholda) は、小惑星帯に位置するとても大きなキュベレー族のP型小惑星。
マックス・ヴォルフがハイデルベルクで発見し、ドイツ南西部の領邦君主であったバーデン大公家の先祖、ケルンテン公ベルトルト1世にちなんで名づけられた。
2003年8月26日にはヨーロッパ各地でベルトルダによる掩蔽が観測され、これにより大まかな楕円形状とその大きさが求められた。また2003年8月1日と2005年12月9日には日本で掩蔽が観測された。